# NGC 2348
NGC 2348 je otvoreni skup u zviježđu Letećoj ribi. 

## Vanjske poveznice
- SEDS: NGC 2348